# Edip Cansever
Edip Cansever (Estambul, 8 de agosto de 1928 - 28 de mayo de 1986) fue un poeta turco. Trabajó durante algún tiempo como anticuario en el Gran Bazar, y desde 1976 se dedicó exclusivamente a la poesía. 

## Biografía
Nació el 8 de agosto de 1928 en Soğanağa, en el distrito de Fatih de Estambul. Su madre y su padre nacieron en el pueblo de Atkaracalar de Çankırı. Fue el tercero de cuatro hijos de la familia, tres niñas y un niño. Su padre, que fue designado a Estambul como sargento aviador en la Segunda Guerra Mundial, se quedó en Estambul después de completar su servicio militar y se dedicó al comercio en el Gran Bazar.
Completó la escuela secundaria y preparatoria en la Escuela Secundaria de Varones de Estambul en 1946. Se inscribió en el Yüksek Ticaret Mektebi. En el mismo período, comenzó a trabajar en la tienda de su padre en el Gran Bazar. El 12 de abril de 1947 se casó con Mefharet Hanım, a quien le presentaron amigos de la familia. La pareja tuvo dos hijos llamados Nuran y Ömer.
Completó su servicio militar como oficial de reserva en 1950. Luego comenzó a comerciar con productos turísticos y alfombras en la tienda de su padre en el Gran Bazar. Después de que su tienda se quemara en el incendio del Gran Bazar en 1954, se asoció con Jak Salhoshvili y se mudó a otra tienda con un entrepiso. Mientras su socio administraba el negocio comercial, Cansever dedicaba todo su tiempo a leer y escribir poesía en el entresuelo. Edip Cansever pasó treinta años en el Gran Bazar y durante este tiempo se publicaron nueve libros de poesía. 
En 1964 abandonó el Partido de los Trabajadores de Turquía, del que era miembro, alegando que no entendía la política actual. Vendió su tienda de antigüedades en el Gran Bazar en 1975 y puso fin a su vida comercial. En el siguiente período, pasó los meses de invierno en Estambul y los meses de verano en la costa mediterránea. Se instaló en Bodrum en 1986 debido a los efectos positivos de la naturaleza mediterránea tanto en su alma como en su arte. Sin embargo, solo veinte días después de llegar a Bodrum, sufrió una hemorragia cerebral y fue llevado a Estambul. No sobrevivió a la operación de urgencia y murió el 28 de mayo de 1986. Fue enterrado en el cementerio de Aşiyan el 30 de mayo de 1986.

## Obras
- İkindi Üstü (1947)
- Dirlik Düzenlik (1954)
- Yerçekimli Karanfil (1957)
- Umutsuzlar Parkı (1958)
- Petrol (1959)
- Nerde Antigone (1961)
- Sonrası Kalır (1964)
- Çağrılmayan Yakup (1966)
- Kirli Ağustos (1970)
- Tragedyalar (1974)
- Ben Ruhi Bey Nasılım (1976)
- Sevda ile Sezgi (1977)
- Şairin Seyir Defteri (1980)
- Yeniden (Collected Poems, 1981)
- Bezik Oynayan Kadınlar (1982)
- İlkyaz Şikayetçileri (1984)
- Oteller Kenti (1985)